# Mikkel Hansen
 Der er flere personer med dette navn, se Mikkel Hansen (flertydig).
Mikkel Hansen (født 22. oktober 1987 i Helsingør) er en dansk tidligere professionel håndboldspiller, som spillede venstre back/playmaker for en række europæiske tophold, sidst for Aalborg Håndbold (2022-2024), og på det danske herrelandshold i håndhold (2007-2024).
Hansen er af det internationale håndboldforbund, IHF, udpeget som verdens bedste mandlige håndboldspiller tre gange (2011, 2015 og 2019). Han har med det danske landshold vundet medaljer ved EM, VM og OL, heriblandt guld ved alle tre turneringer (én EM-, tre VM- og to OL-guld). Hansen blev i 2024 optaget i EHFs Hall of Fame.

## Karriere

### Klubber
Efter at have begyndt med håndbold i Helsingør Idrætsforening spillede han siden hos GOG Svendborg (2005-2008), FC Barcelona (2008-2010), AG København (2010-2012) og med sin længste kontrakt hos Paris Saint-Germain Handball (2012-2022), inden han vendte tilbage til Danmark for at spille i Aalborg Håndbold. 
Hansen annoncerede i april 2024, at han ville indstille sin karriere som professionel håndboldspiller efter sommeren 2024. Han har vundet næsten alle de titler med sine hold, der er muligt, bortset fra Champions League, selv om han er blevet topscorer og valgt til bedste spiller i denne turnering.

## Landshold
Mikkel Hansen fik sin debut på det danske herrelandshold i 2007 som 19-årig. Ved sommer-OL 2008 kom han med som reserve, men da Michael V. Knudsen blev syg, kom han ind i stedet. Han gjorde sig bemærket med sin afgørende scoring direkte på frikast efter tidsudløb i en puljekamp mod Rusland. Danmark gik videre fra puljen på en andenplads, men tabte derpå kvartfinalenm mod Kroatien.
Hansen var derefter fast mand på landsholdet, og han var med til at vinde en stribe medaljer ved EM, VM og OL i de følgende år begyndende med VM-sølvet i 2011; her var han en af de 
mest markante spillere og blev turneringens topscorer med 68 mål samt udtaget til turneringens All Stars-hold. Året efter var han med til at vinde den første guldmedalje med det danske hold, da det vandt EM-guld i 2012. Ved OL 2012 var han også med, da Danmark igen måtte se sig besejret i kvartfinalen.
Efter to sølvmedaljer ved henholdsvis VM 2013 og EM 2014 (sidstnævnte på hjemmebane i Danmark) var Danmark og Mikkel Hansen igen med ved OL 2016 i Rio de Janeiro. Her blev holdet nummer tre i indledende pulje efter nederlag tre sejre og nederlag til Kroatien og Frankrig, men i kvartfinalen blev det til en sikker sejr over Slovenien og i semifinalen sejr over Polen efter forlænget spilletid, inden finalen blev en ny kamp mod Frankrig. Denne kamp blev også tæt, men det blev Danmark, der hentede sin første OL-guldmedalje med en sejr på 28-26. I finalen blev Mikkel Hansen topscorer med otte mål.
I 2019 var Mikkel Hansen med til at vinde Danmarks første guldmedalje, hvilket skete på hjemmebane i Herning. Han blev samme lejlighed kåret som turneringens mest værdifulde spiller.
Han var igen med til at blive verdensmester i 2021 for Danmark, og skønt han måtte sidde to kampe over på grund af et maveonde, blev han for fjerde gang valgt som den mest værdifulde spiller ved en VM-slutrunde. I den udsatte OL 2020 i Tokyo (afholdt i 2021) var Danmark og Frankrig igen de bedste hold og vandt hver deres indledende pulje (skønt Danmark tabte sidste kamp til Sverige, og begge vandt deres kvartfinaler og semifinaler, så de igen stod over for hinanden i en OL-finale. Denne gang var det dog Frankrig, der endte med guldet, skønt Mikkel Hansen også denne gang blev finalens topscorer (ni mål).
Ved VM 2023 lykkedes det Danmark at vinde sit tredje VM-guld i træk, og ved EM 2024 i Tyskland vandt Danmark og Hansen sølv. Ved disse mesterskaber var hans rolle dog ikke længere så stor, som den havde været de sidste mange år, da han ikke længere var blandt de startende i angrebet for Danmark. Han var dog stadig en vigtig brik i det danske spil, især i overtalsspillet.
Da han havde bebudet sit stop fra håndbolden i sommeren 2024, blev OL 2024 Mikkel Hansens sidste tur med det danske landshold. Ved legene var han igen primært med til at spille overtalsspil samt skyde straffekast, Hansens sidste turnering endte med en sikker sejr i alle kampe i indledende runde, inden det efter to snævre sejre i kvart- og semifinalerne endte med en ny OL-finale, denne gang mod Tyskland. Danmark vandt guld efter en sikker sejr på 39-26.
Mikkel Hansen opnåede i alt at spille 276 landskampe, hvor han scorede 1386 mål.

## Privatliv
Han er søn af den tidligere landsholdspiller Flemming Hansen (de)  Flemming Hansen spillede 120 landskampe, scorede 240 mål og deltog ved Sommer-OL 1984..
Privat danner han par med Stephanie Gundelach, som han officielt fandt sammen med til Roskilde Festival 2017. Gundelach og Hansen blev gift i maj 2020. Den 5. januar 2019 fik de en søn. Parret fik endnu en søn 21. maj 2021.
Mikkel Hansens kontrakt med Paris Saint-Germain gav ham en årlig indtjening efter skat (omtrent 60 %) på lidt under 3 mio. kr, og med sin nye kontrakt med Aalborg Håndbold gældende fra 2022 vil han få udbetalt omtrent det samme i Danmark. Dette på trods af at hans bruttoløn vil være mindre, men hans trækprocent i Danmark vil kun være på 32,84 % og uden topskat, eftersom han har opholdt sig mere end ti år i udlandet. Mikkel Hansens løn i Aalborg Håndbold var tæt på en fjerdedel af klubbens samlede lønbudget.

## Individuelle titler
- IHF World Player of the Year - Men: 2011,2015 og 2018
- Topscorer til VM 2011 og 2019
- Venstre back på All-star holdet til VM i 2011 og 2021
- Venstre back på All-star holdet i EM 2012, 2014 og 2018
- Venstre back på All-star holdet i OL 2016
- Most Valuable Player (MVP) til VM i 2013, 2019 og 2021
- Most Valuable Player (MVP) til OL 2016
- Playmaker på All-Star holdet i 2014, 2015 og 2020 i EHF Champions League
- Venstre back på All-Star holdet i 2017, 2019 og 2021 i EHF Champions League
- Topscorer i EHF Champions League 2011-2012 og 2015-16
- Topscorer i LNH Division 1 i 2015 og 2016